# Brachynemurus elongatus
Brachynemurus elongatus är en insektsart som beskrevs av Banks 1904. Brachynemurus elongatus ingår i släktet Brachynemurus och familjen myrlejonsländor. Inga underarter finns listade i Catalogue of Life.